# Lutter: Toter Bruder
Toter Bruder ist ein deutscher Fernsehfilm von Torsten Wacker aus dem Jahr 2008. Es handelt sich um die vierte Folge der Kriminalfilmreihe Lutter.

## Handlung
Richy Schwenke, der Halbbruder von Lutters altem Jugendfreund und Fußballkumpel Sunny wird tot aufgefunden. Alles deutet darauf hin, dass er bei einem tollkühnen Raubzug anlässlich einer Juwelenmesse mit von der Partie war. Dort haben sich die Räuber von der Decke des Ausstellungsraums abgeseilt und konnten so an teure Juwelen gelangen, die dort ausgestellt waren. Vermutlich ist der Dieb der Steine auch der Mörder. Lutter kann aber auch Eifersucht als Tatmotiv nicht ausschließen. Obwohl Richy eine Freundin hatte, die nach ihren Angaben vorhatte mit ihm nach Australien auswandern, wozu er nur noch das Geld besorgen wollte, hatte er nachweislich eine intime Beziehung zu einer anderen Frau. So wie es sich darstellt, war dies bis vor kurzem die Freundin von Sunny. Entsprechend muss Lutter seinen besten Freund vernehmen, der zugibt sich deshalb mit Richy auch gestritten zu haben.
Die Recherchen führen Lutter zu dem Pfandleiher Kovac, bei dem Richy früher mal gearbeitet hatte und dessen Ehefrau auf seiner Beerdigung zugegen war. Offensichtlich verschweigt er den Ermittlern einiges und auch Irina Kovac sagt nicht alles, was sie weiß. Von Sunny erfährt Lutter, dass es zwischen Kovac und Richy große Rivalitäten wegen Kovacs Frau gegeben hatte. Somit hätte der Pfandleiher das größte Motiv, Sunnys Bruder aus dem Weg zu räumen. Vermutlich hatte Richy den Tipp zum Juwelenraub von Kovac. Für den Tatzeitraum hat er jedoch ein Alibi. Doch ist er im Besitz der gestohlenen Juwelen, die er etwas naiv zum Verkauf anbietet und dabei ertappt wird. Kovac gibt an, die Steine nur angekauft zu haben, doch Lutter vermutet, dass er den Raub in Auftrag geben hatte.
Bei der kriminaltechnischen Untersuchungen, in die auch Sunnys DNA mit einezogen werden musste, stellt sich heraus, dass er gar nicht mit Richy verwandt ist. Da aber Blut eines nahen Verwandten am Tatort befunden wurde und dieses Blut nicht von Sunnys Vater stammt, kann es nur von Richys leiblichen Vater sein. Diese Spur führt zu Werner Saibel, dem Organisator der Juwelenmesse. Er war von Kocac informiert worden, dass jemand die Juwelen stehlen wollte. Dass es sich dabei um einen eigenen Sohn handelte, hatte er nicht gewusst und durch die Maskierung auch nicht erkannt. Beim Versuch den Einbrecher am Raub zu hindern, wäre Richy leider abgestürzt zu Tode gekommen, was er nicht beabsichtigt hatte. Wohingegen Kovac seinen Rivalen Richy durch Saibel, mit dem er seit Jahren Geschäfte machte, ans bewusst Messer liefern wollte.

## Kritik
Kino.de befand: „Der Anfang wirkt wie eine Hommage an Mission: Impossible, aber schon kurz drauf gibt’s eine Menge Regionalkolorit: In den Filmen der Reihe ‚Lutter‘ präsentiert sich das Ruhrgebiet als weite Welt, die in Wirklichkeit bloß ein Dorf ist.“ „Nicht bloß nebenbei ist der Film aber auch fesselnder Krimi, weil es naturgemäß eine ganze Reihe Verdächtiger gibt, zu denen zwischenzeitlich sogar Sunny gehört. Unehelich gezeugte Kinder, Jahrzehnte lang erduldete Lebenslügen und tragische Todesfälle verleihen der Geschichte eine reizvolle Vielschichtigkeit.“
Die quotenmeter.de beurteilte die Episode als einen Film: „die den Zuschauer stets an den Handlungen und Entwicklungen auf dem Bildschirm teilhaben lässt. Auf handwerkliche Spielereien, wie den permanenten Einsatz von Rückblenden in vorangegangenen Episoden, wurde wohlweißlich verzichtet. Somit kann der Handlung uneingeschränkt gefolgt werden.“ Es kommt aber „auch der Humor nicht zu kurz. Sind es doch hier vor allem die Buddy-Movie ähnlichen Scharmützel zwischen Lutter und seinem Partner Engels, die fast jedem Zuschauer wohldosiert ein Schmunzeln auf die Lippen zaubern können. Sie können halt nicht richtig mit- aber auch nicht ohneeinander.“ Fazit: „‚Lutter: Toter Bruder‘ ist der bis dato stärkste Film aus der ZDF-Reihe zu sein und er tut genau das, was die Zuschauer erwarten. Spannend und kurzweilig zu unterhalten. Einschalten und auf weitere spannende aus der Ruhrmetropole hoffen.“
Der Filmdienst fasste zusammen: „Solider (Fernseh-)Krimi um den Essener Kommissar, der sich vor dem Hintergrund des Strukturwandels der Region entfaltet.“
Die Kritiker der Fernsehzeitschrift TV Spielfilm sprachen von einem „soliden Krimi mit richtig guten Typen“ und bewerteten den Film mit dem Daumen nach oben.